# Aymon van Savoye
Aymon van Savoye bijgenaamd de Vredevolle (Chambéry, 15 december 1291 - Montmélian, 22 juni 1343) was van 1329 tot aan zijn dood graaf van Savoye. Hij behoorde tot het Huis Savoye.

## Levensloop
Aymon was de jongste zoon van graaf Amadeus V van Savoye en diens eerste echtgenote Sibylle van Bâgé. In 1329 volgde hij zijn zonder mannelijke nakomelingen overleden broer Eduard op als graaf van Savoye. In deze functie hervormde hij de administratie, de justitie en het financiële wezen van Savoye. In 1330 voerde Aymon de functie van kanselier in, een instituut dat eeuwenlang stand zou houden. In Chambéry stichtte hij een gerechtshof en hij was ook de eerste graaf van Savoye die een eenvormig belastingsysteem probeerde in te voeren. 
In 1327 had Willem van Düdingen van Aymons broer Eduard voor tien jaar de pandrechten van de heerlijkheid Grasburg gekregen. Vermoedelijk verlengde Aymon in 1337 dit recht, aangezien hij pas kort voor zijn dood in 1343 Grasberg terugkocht. 
In 1337 ondertekende Aymon een vredesverdrag met de dauphin van Viennois. In de Honderdjarige Oorlog tussen Frankrijk en Engeland probeerde hij neutraal te blijven, maar in 1338 ondersteunde hij met een klein leger van 200 man koning Filips VI van Frankrijk. In 1339 nam hij als vertegenwoordiger van de Franse koning deel aan de wapenstilstandsonderhandelingen tussen Frankrijk en Engeland.
Na een korte ziekte stierf hij in juni 1343 op 51-jarige leeftijd.

## Huwelijk en kinderen
Op 1 mei 1330 huwde hij met Jolanda (1318-1342), dochter van markgraaf Theodoor I van Monferrato. Ze kregen vijf kinderen:
- Amadeus VI (1334-1383), graaf van Savoye
- Blanche (1336-1388), huwde in 1350 met heer van Milaan Galeazzo II Visconti
- Jan (1338-1348), stierf aan de Zwarte Dood
- Catharina (1341), jong gestorven
- Lodewijk (1342), jong gestorven

Daarnaast had Aymon een aantal buitenechtelijke kinderen.

## Voorouders
| Overgrootouders | Thomas I van Savoye (1180-1233) ∞ Beatrix van Genève (1180-1252) | Thomas I van Savoye (1180-1233) ∞ Beatrix van Genève (1180-1252) | Theobald van Lavagna (–) ∞ ? (–)                                | Theobald van Lavagna (–) ∞ ? (–)                                | ? (–) ∞ ? (–)                                                   | ? (–) ∞ ? (–)                                                   | ? (–) ∞ ? (–)                                                   | ? (–) ∞ ? (–)                                                   | ? (–) ∞ ? (–) | ? (–) ∞ ? (–) |
| Grootouders     | Thomas van Savoye (1199-1259) ∞ Beatrix Fieschi (-1283)          | Thomas van Savoye (1199-1259) ∞ Beatrix Fieschi (-1283)          | Thomas van Savoye (1199-1259) ∞ Beatrix Fieschi (-1283)         | Thomas van Savoye (1199-1259) ∞ Beatrix Fieschi (-1283)         | Guy I Damas de Baugé (1230–1269) ∞ Dauphine de Lavieu (–)       | Guy I Damas de Baugé (1230–1269) ∞ Dauphine de Lavieu (–)       | Guy I Damas de Baugé (1230–1269) ∞ Dauphine de Lavieu (–)       | Guy I Damas de Baugé (1230–1269) ∞ Dauphine de Lavieu (–)       |               |               |
| Ouders          | Amadeus V van Savoye (1249-1323) ∞ Sibylle van Bâgé (1255-1294)  | Amadeus V van Savoye (1249-1323) ∞ Sibylle van Bâgé (1255-1294)  | Amadeus V van Savoye (1249-1323) ∞ Sibylle van Bâgé (1255-1294) | Amadeus V van Savoye (1249-1323) ∞ Sibylle van Bâgé (1255-1294) | Amadeus V van Savoye (1249-1323) ∞ Sibylle van Bâgé (1255-1294) | Amadeus V van Savoye (1249-1323) ∞ Sibylle van Bâgé (1255-1294) | Amadeus V van Savoye (1249-1323) ∞ Sibylle van Bâgé (1255-1294) | Amadeus V van Savoye (1249-1323) ∞ Sibylle van Bâgé (1255-1294) |               |               |